# Großfeldsiedlung
Großfeldsiedlung – jedna ze stacji metra w Wiedniu na linii U1. Została otwarta 2 września 2006. 
Znajduje się w 21. dzielnicy Floridsdorf, bezpośrednio pod Kürschnergasse i rozciąga się pomiędzy Dopschstraße i Gitlbauergasse. Tytułowe osiedle Großfeldsiedlung i Grossfeldstrasse zostały nazwane w latach 60. w 1960, po terenach dawnych pól.